# کولونگا یانوو
کولونگا یانوو (به لهستانی:  Kolonia Janów) یک روستا در لهستان است که در گمینا مینگسک مازوویتسکی واقع شده‌است.
 کولونگا یانوو  ۱۷۰ نفر جمعیت دارد.